# Art rock
Art rock es un término usado para describir a un amplio subgénero de la música rock que se caracteriza por su tendencia experimental y sus ambiciones intelectuales, con las que muchos artistas buscan darle credibilidad al rock. El art rock incorpora elementos tales como experimentación con ritmos ambiciosos, elementos estéticos y líricos no tan asociados a la música rock (en muchos casos con letras poéticas) y una tendencia a ver a los álbumes de larga duración como una unidad (por ejemplo, en el caso de los álbumes conceptuales), además de incorporar influencias de géneros tales como el jazz, la música clásica, la world music o la música avantgarde o experimental.
En muchos casos se usa el concepto de art rock de un modo similar al término «rock progresivo» (estilo que alcanzó popularidad en los años 1970), pero hoy en día los términos son usados por separado: el rock progresivo actualmente es considerado como un género principal de la música rock, mientras el término art rock permanece como una idea más extensa, más subjetiva y sin ubicación entre géneros.
En ocasiones art rock es usado para referirse a la música rock que tiende a la experimentación dentro de un marco de naturaleza más cercana al mainstream. El concepto también es usado comúnmente para referirse al denominado rock experimental, término que en general se usa más específicamente para hablar de artistas que buscan escapar a las convenciones pop en un intento de crear algo innovador. Según Allmusic, el art rock (al igual que el rock progresivo) incorpora elementos de la música clásica europea y (en menor medida) del jazz, mientras que el rock experimental, aunque tiene características similares, es más «desafiante, ruidoso y poco convencional», es más difícil de asimilar y está más relacionado con el arte moderno, en especial el avantgarde.
El término ha sido usado para describir, entre otros, a los siguientes subgéneros y estilos musicales:
- Los Bee Gees en sus primeros álbumes con sus excelentes arreglos e instrumentación.
- Las extensas estructuras sonoras, ambiciosas letras y compleja musicalización común en muchas bandas de rock progresivo como The Beatles, Genesis, Queen, Radiohead y Pink Floyd.[3]
- La incorporación de avantgarde en el proto-punk, garage rock y rock psicodélico de algunas bandas como The Sonics y The Velvet Underground (en especial en los álbumes que el grupo TVU editó cuando John Cale era miembro del mismo).[6][7] y Pink Floyd en sus 5 primeros trabajos
- El sonido experimental de bandas de la escena krautrock como Amon Düül II, Can, Faust y Neu!.[1][8][9]
- El estilo influido por las drogas con efectos sonoros e influencias no occidentales de muchas bandas de rock psicodélico de los años 1960. Bandas como Pink Floyd.
- La incorporación del surrealismo a la música rock, así como la influencia fantástica y mítica de la literatura en la lírica. Bandas como Genesis y Pink Floyd.[cita requerida]
- La sensibilidad estética, actitudes sexuales e innovaciones técnicas de muchos actos de glam rock y synth pop de los años 70 y años 1980, incluyendo a Roxy Music y David Bowie.[3][10][11]
- La experimentación y el abrasivo ruido de muchas bandas de post-punk, post-rock, noise y rock alternativo de las últimas décadas, en el caso de bandas como Sonic Youth y Slint.[6]
- El pop sinfónico influido por elementos de música clásica de bandas como Procol Harum y The Moody Blues.[3]
- El rock de los sesenta que intentaba buscar límites dentro de este género, añadiendo instrumentaciones extrañas, psicodélicas o avant-garde. Este movimiento era liderado por grupos que buscaban explorar distintas esquinas dentro del rock, como The Beatles, The Rolling Stones, y los trabajos más tempranos de Pink Floyd.[12]

## Historia del término

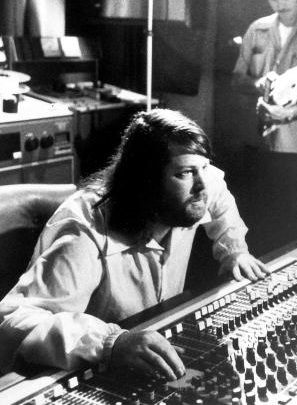
Brian Wilson detrás de una mesa de mezclas, 1976

La definición de art rock es muy confuso, debido a que muy pocos artistas de rock y pop aspiran a este título. La idea de "art rock" tuvo sus inicios en los años 1960 cuando varios grupos británicos de rock (como Pink Floyd, The Beatles, The Rolling Stones y The Who) comenzaron a ganar popularidad (algunas de estas bandas tenían miembros que asistían a una escuela de arte). Estas bandas pusieron en práctica algunos ideales artísticos contemporáneos, y en muchos casos ayudaron a popularizar la música psicodélica que estaba surgiendo a mediados de esa década. El rock en Estados Unidos era tabú y estaba visto como un evento revolucionario relacionado con cuestiones generacionales y con las diferencias entre el Establishment y el underground; mientras que en Gran Bretaña el rock fue convertido en una comodidad, lo que permitió que causara un mayor impacto en las masas. Al mismo tiempo, los artistas británicos realizaban una interpretación menos literal del rock and roll, con mayor influencia de los asuntos artísticos, políticos y filosóficos de la cultura Europea. El rock había sido el diario de la juventud de Estados Unidos, mientras que en Gran Bretaña se volvió el equivalente a un ensayo.
El cantautor folk estadounidense Bob Dylan es frecuentemente considerado el primero en darle seriedad al rock[cita requerida] con canciones como "Subterranean Homesick Blues" y "Like a Rolling Stone", y al incorporar letras poéticas en canciones instrumentadas por una banda de rock. Dylan influyó en artistas de la época como The Byrds y Simon and Garfunkel, quienes fusionaron folk y rock. La emergencia del rock psicodélico hizo que muchos artistas experimentaran con drogas, canciones más largas, improvisaciones y efectos sonoros. En ese contexto surgieron bandas como The Nice y Procol Harum (que comenzó su carrera con un estilo cercano al R&B), que comenzaron a incorporar influencias de música clásica y jazz y a usar de forma más prominente los teclados, mientras que los Beatles incorporaban a su música arreglos de cuerda y popularizaron instrumentos como el melotrón, un teclado que reproducía cintas pregrabadas (que los Beatles utilizaron en "Strawberry Fields Forever" y "I Am The Walrus"). Este instrumento se volvería popular entre muchas bandas de rock progresivo.
Entre 1966 y 1967 se editaron algunos de los álbumes que suelen ser considerados como precursores de este enfoque. Los Beach Boys editan Pet Sounds, un influyente álbum que se destacó por su sonido sinfónico y es frecuentemente considerado el punto en que maduró la visión del principal compositor del grupo, Brian Wilson. Pink Floyd lanzó el críticamente aclamado The Piper at the Gates of Dawn, un disco sumamente influyente y pionero tanto en la psicodelia como en el progresivo, combinando elementos folk con sonidos espaciales y avant-garde. Los Beatles lanzaron álbumes como Revolver y Sgt. Pepper's Lonely Hearts Club Band que debido a su experimentación y eclecticismo pueden ser considerados influencia en el rock experimental y el art rock. Según el crítico Richie Unterberger, muchas personas estaban convencidas en su momento de que Sgt. Pepper's Lonely Hearts Club Band "representaba el triunfo más grande del pop, o una evolución del pop hacia arte con A mayúscula", en parte gracias a la mezcla de elementos de la música de la India, música electrónica avant-garde, música clásica y music hall, entre otros estilos. Según Stephen Thomas Erlewine, luego de la salida de este álbum "no había más reglas que seguir -- las bandas de rock y pop podían intentar cualquier cosa", mientras que en Revólver la banda había comenzado a "explorar nuevo territorio sónico, temas líricos y estilos de composición".
En Estados Unidos se editó en 1966 otro álbum influyente en el desarrollo del art rock: Freak Out!, el debut de Frank Zappa & The Mothers Of Invention. Este álbum doble se destacó por estar dividido en dos partes: la primera contenía canciones de pop, rock y doo wop que satirizaban las convenciones de la música para adolescentes, parodiando y deconstruyéndola, además de algunas canciones con crítica social; mientras que en la segunda parte, la banda de Frank Zappa experimenta con elementos de Música concreta, disonancia, cambios de ritmos y efectos de estudio. Zappa exploraría y desarrollaría las ideas presentadas en este álbum a lo largo de su extensa discografía. Otros artistas estadounidenses como Captain Beefheart y The Residents editarían álbumes estilísticamente relacionados. El álbum de 1968 de Captain Beefheart and his Magic Band, Trout Mask Replica, sería muy influyente en géneros posteriores como el punk y la new wave por su compleja mezcla de elementos de R&B, blues, jazz, experimentación, garage rock y letras surrealistas y absurdistas; mientras que los Residents experimentarían con música electrónica, distorsión, avant-jazz y música clásica en el contexto de álbumes conceptuales satíricos desde los años 1970 en adelante.
The Velvet Underground, con su debut The Velvet Underground and Nico, es frecuentemente considerada una banda pionera en la experimentación dentro del rock y una influencia importante en géneros que surgirían más tarde como el glam rock, el punk, la new wave, el rock gótico, y el noise rock. La banda se destacó por su uso del feedback y de instrumentos como la viola, por su incorporación de elementos de jazz y música avant-garde dentro del contexto de la canción pop y la música rock, y por sus letras que tocaban temáticas como el uso de drogas con la heroína y el sadomasoquismo. El segundo álbum del grupo, White Light/White Heat, presentaba una canción de 17 minutos de duración llamada "Cister Ray" que estaba influida por el free jazz.
En 1967 dos grupos que habían comenzado su carrera haciendo rhythm & blues, Procol Harum y The Moody Blues, se movieron en la dirección del rock psicodélico tras editar material influido por elementos de música clásica. Procol Harum (que había surgido de una banda de R&B llamada The Paramounts) tuvo un exitoso sencillo titulado "A Whiter Shade Of Pale", con un órgano tocando una melodía con influencias de Johann Sebastian Bach y letras poéticas (influencias de Bob Dylan). El primer LP del grupo salió al poco tiempo bajo el nombre de Procol Harum (que luego pasó a titularse A Whiter Shade Of Pale con la inclusión del sencillo) y mezclaba elementos clásicos con influencias del blues, de artistas de rhythm and blues como Ray Charles y de Jimi Hendrix (por parte de su guitarrista Robin Trower, quien más tarde dejaría el grupo para tener una exitosa carrera solista). La banda editaría otros álbumes similares estilísticamente. Por su parte, los Moody Blues editaron Days of Future Passed, un álbum conceptual orquestado por la London Festival Orchestra que fue exitoso comercialmente gracias a los sencillos "Nights In White Satin" y "Tuesday Afternoon". La banda seguiría editando álbumes conceptuales con énfasis en las armonías grupales y con el melotrón ocupando un lugar importante en el sonido del grupo (en lugar de arreglos de cuerdas), y su sonido sinfónico es considerado precursor del rock progresivo.
Había a bandas como Cream y The Nice, a álbumes conceptuales como Odyssey & Oracle de The Zombies y Ogden's Nut Gone Flake de los Small Faces (ambos de 1968), y óperas rock como S.F. Sorrow de The Pretty Things (también de 1968) y Tommy de The Who (editado en 1969) como el origen del rock progresivo. Otros artistas de rock psicodélico de la época serían pioneros de subgéneros experimentales que se desarrollarían en décadas posteriores, como es el caso de Pink Floyd, cuyo álbum debut The Piper at the Gates of Dawn sería considerado influencia en el llamado space rock. Más tarde, tras la partida del líder del grupo (Syd Barrett), la banda se acercaría más al rock progresivo y tendría mayor éxito comercial. La banda se destacó por experimentar con efectos sonoros y por realizar álbumes conceptuales y shows elaborados.

## Relación con el rock progresivo
El concepto de art rock es frecuentemente usado como sinónimo de "rock progresivo", un término más específico usado para designar a un subgénero surgido en Gran Bretaña conocido por su tendencia al virtuosismo, la complejidad y por sintetizar elementos de música clásica y jazz (y en menor medida, folk y blues) con música rock, además de darle prominente uso a instrumentos como el melotrón. Según la Allmusic, el art rock tiende a incorporar influencias de música experimental o avantgarde y a buscar "texturas sonoros novedosas", mientras que el rock progresivo tiene una tendencia a estructuras más tradicionalmente melódicas, a incorporar letras con elementos "literarios" (por ejemplo, con temáticas de ciencia ficción) y a una instrumentación técnicamente derivada de la música clásica. En algunos casos el art rock es visto como un subgénero del rock progresivo con música más simple, o como una tendencia a concentrar las ideas del rock progresivo en canciones más cortas, como en el caso de bandas como Roxy Music, 10cc y Supertramp. Otras bandas que algunas veces se consideran al art rock y al rock experimental como subgéneros del rock progresivo. Los principales referentes del rock progresivo tuvieron mucho éxito comercial en la primera mitad de los años 1970 (a pesar de ser despreciados por los tradicionalistas), pero desde entonces el género perdió su popularidad y el respeto de lo críticos (quienes en muchos casos ven al rock progresivo como "pomposo" y "autoindulgente"), y otros géneros como el punk lo reemplazaron en cuanto a popularidad.

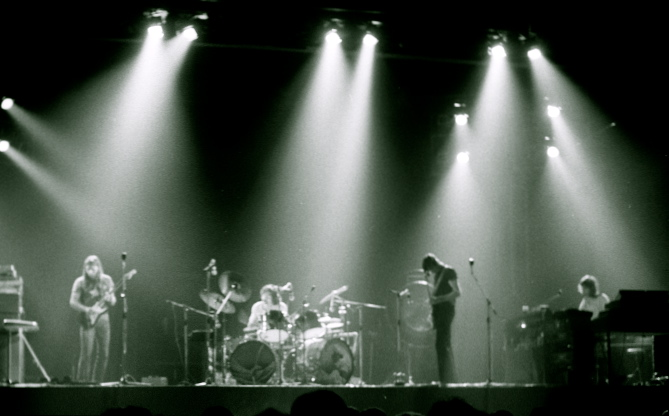
Pink Floyd

El debut de King Crimson, titulado In the Court of the Crimson King es frecuentemente considerado el primer álbum de rock progresivo. Editado en 1969, el álbum tiene un sonido que ha sido comparado por algunos críticos con el de bandas como The Nice, Moody Blues y Procol Harum. El álbum se destacaba por su atmósfera con elementos medievales y "psicodélicos", y por sus "baladas majestuosas". Otros referentes importantes del género incluyen a Génesis, Yes, Emerson, Lake & Palmer, Pink Floyd y Jethro Tull.
Una banda que suele ser catalogada como "art rock" y "rock progresivo" es Roxy Music, que se destacó por utilizar instrumentos no relacionados con el rock como el oboe y por experimentar con elementos electrónicos (aportados por Brian Eno, quien dejaría el grupo y tendría una reconocida carrera solista, en la que fue pionero del ambient y con la que se volvió influencia en géneros posteriores como el punk, el techno y la música new age). Según Stephen Thomas Erlewine, Roxy Music "tocaba una variación desafiantemente experimental del art rock".

## Subgéneros de rock experimental

### La escena de Canterbury
A fines de los años 1960 surgieron varias bandas (principalmente centradas en la ciudad inglesa de Canterbury) que suelen ser consideradas parte de un subgénero del rock progresivo, como Soft Machine, Caravan, Gong, Matching Mole, National Health, Egg, Camel y Hatfield and the North. Estas bandas se destacaban por mezclar rock psicodélico con elementos de jazz (como la improvisación). Los miembros de estas agrupaciones estaban muy relacionados entre sí ya que muchos surgieron de la misma banda (The Wilde Flowers), y algunos tuvieron carreras solistas (como en el caso de Robert Wyatt, Kevin Ayers y Allan Holdsworth). Para fines de los años 1970, la mayoría de estas bandas habían evolucionado en una dirección más cercana al jazz y mayormente instrumental.

### Krautrock
En Alemania Occidental surgió una escena experimental (a veces considerada parte del rock progresivo) a fines de los años 1960 y principios de los años 1970 compuesta por una diversidad de artistas que tomaban influencias de rock psicodélico, jazz y música clásica y avant-garde del siglo XX (como musique concréte y minimalismo). Esta corriente fue denominada krautrock (o kraut rock, término originalmente despectivo), y en ocasiones también es conocida como kosmiche musik. Algunos de las bandas más reconocidas incluyen a Can, Neu!, Faust, Kraftwerk, Popol Vuh, Amon Düül II y Tangerine Dream. Estas bandas no tenían un sonido que las identificara, sino que usaban una gran diversidad de recursos, desde ritmos repetitivos e hipnóticos (como el ritmo "motorik", ejemplificado por Neu!) hasta influencia de música étnica del resto del mundo, además de improvisaciones libres, deconstrucciones, collages y uso de elementos electrónicos y sintetizadores. Estas agrupaciones anticiparon e influyeron en el desarrollo de muchos géneros que se desarrollaron posteriormente, como la música electrónica, el ambient, el post-punk, la música industrial, el post-rock y la música new age; y son citadas como influencia por artistas como Sonic Youth y Stereolab. Sin embargo, estos artistas rara vez lograron éxito comercial y en la segunda mitad de los años 70 la mayoría de esas bandas se separaron o se movieron en otras direcciones.

### No Wave
A principios de los años 1980 surgió en Nueva York un movimiento avant-garde (a veces asociado en parte al post-punk) llamado No Wave que se destacó por hacer música agresiva, abrasiva y ruidosa. Algunos de los artistas más importantes de este movimiento incluían a Teenage Jesus & the Jerks, Glenn Branca, DNA, Mars, James Chance & The Contortions y Lydia Lunch. A diferencia de los músicos de punk, estos artistas tenían una tendencia a producir música atonal y disonante (aunque rítmica) en lugar de música melódica. El estilo del movimiento fue popularizado por bandas más melódicas como Sonic Youth.

### Math rock
El math rock es un estilo surgido a fines de los años 1980 que suele ser relacionado con el post-rock, aunque se diferencia del mismo por sus ritmos complejos y sus compases; además de poseer texturas más densas y un mayor énfasis en la guitarra. El math rock surgió y se desarrolló en Estados Unidos (en especial en Pittsburgh, Chicago, Ohio, San Diego y Lousville) y en Japón, y toma influencias del punk, el rock progresivo, el noise, el heavy metal, el avant-garde y el jazz. Algunas de las bandas más importantes del género son Slint, Don Caballero, Shellac, Battles, Chavez y Polvo.

### Post-rock
Algunas bandas consideradas dentro del género Post-rock tienen influencias del rock progresivo. Sin embargo, la mayor diferencia notable es que algunas notas son repetitivas en un periodo corto de tiempo y no largas (corcheas en lugar de blancas). En su mayor semejanza están Explosions in the sky, Mono (Japón), Sigur Ros, Animal Collective, y las carreras solistas de Panda Bear (Noah Lennox), entre otros. Otras bandas fusionan elementos de música clásica, jazz, y son tan experimentales que algunos las llaman vanguardistas (los primeros dos discos de...As the poets affirm).

## Art pop
Art pop, también conocido como pop experimental o avant-pop, es un género relacionado e inspirado en el arte pop y se desarrolló cuando músicos pop se inspiraron en sus estudios de la escuela de arte de los años 1950 y Años 1960, incluyendo a John Lennon, Brian Wilson, Syd Barrett, David Bowie y Brian Eno. El término vagamente definido incluye música de Kate Bush, Björk, Bryan Ferry, Talk Talk, Japan, Ultravox, Peter Gabriel, Laurie Anderson, Talking Heads, Sparks, Radiohead, Siouxsie And The Banshees, Todd Rundgren, Fiona Apple, St. Vincent, Gorillaz y Duncan Sheik. Art pop a menudo se refiere a cualquier estilo pop cuyo artista aspira deliberadamente a las convenciones de la música clásica y la poesía. Según Stephen Holden, muchas fuentes datan el origen del art pop a mediados de los años 1960 cuando productores como George Martin y Brian Wilson de los Beach Boys incorporaron texturas pseudo-sinfónicas a sus grabaciones pop, y los Beatles grabaron por primera vez con un cuarteto de cuerda. En Norteamérica, el art pop fue más influenciado por Bob Dylan y la Generación Beat, y se volvió más literario a través del movimiento cantautor de la música folk.
La base de datos en red sobre música Rate Your Music define el art pop como "un género que mezcla las melodías de la música pop con elementos no convencionales o experimentales, tales como el uso de estructuras progresivas, las firmas de tiempo inusuales, cambios o combinación de diversos ritmos, la experimentación vocal (como la búsqueda de los tonos muy agudos, el alargamiento de la voz, o el uso de las técnicas vocales, como el canto de garganta), una interpretación sinfónica, orquestal y teatral, o la adición frecuente de diversos elementos electrónicos como el trip hop o el glitch."
El sociomusicólogo citó a Roxy Music como "la banda de art pop arquetípica". La música de Lorde, que ha sido descrita como art pop, lideró los charts en 2013 gracias a su álbum debut Pure Heroine.
Lady Gaga, con su tercer álbum ARTPOP, experimento con el trip hop, el dubstep, el techno pop, la EDM y la música clásica con toques de glam rock de los '70 y dirigió el género a épocas más actuales, específicamente en los años 2013 y 2014.

## Step metal
Step metal es un género musical de fusión que combina elementos del heavy metal con otros géneros, como el grunge, el beat rock, el free jazz y el punk rock. posee características neutrales, siendo la base que soporta los demás subgéneros derivados de él, tales como música ambientada, voces limpias y alineación tradicional, marcando un fuerte contenido melancólico, dando una visión tremendamente desesperada y torturada en sus líneas vocales. En general, presenta las mismas pautas del death/doom, pero quitando los guturales profundos del heavy metal e introduciendo, en su lugar, los "shrieks" del art rock. Este subgénero sería una fuerte referencia para la posterior creación del Step metal, destacan los pasajes ambientales y oscuros seguidos por sonidos agudos Encuentra una marcada influencia del punk rock y el raga rock, pero con un principio más analógico que sintético, enfatizando un carácter psicodélico y zumbantemente hipnotizante. Se caracteriza por sus canciones extremadamente largas y lentas (mucho más que el funeral doom), casi completamente carentes de percusión y voz, siendo en resumen guitarras y bajos vibrando, exponiendo las cualidades de un muro de sonido monótono y completamente ambiental. Fuertemente inspirado por Música electrónica.